# Alexander von Humboldt (Padre Abad)
Alexander von Humboldt es una localidad peruana, capital de distrito de Alexander von Humboldt, provincia de Padre Abad, al oeste del departamento de Ucayali.

## Descripción
Alexander von Humboldt es una localidad rural y turística, que se encuentra dentro del bosque nacional de Alexander von Humboldt, un lugar que es utilizado para la conservación de especies maderables y de animales nativos.